# Hōdō Nakamura

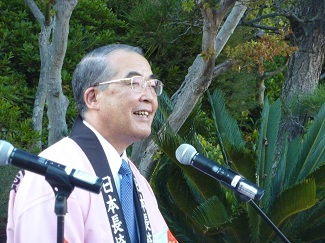
Hōdō Nakamura, 2014

Hōdō Nakamura (jap. 中村 法道 Nakamura Hōdō; * 29. November 1950 in Arie (heute: Minami-Shimabara), Präfektur Nagasaki) ist ein japanischer Politiker und war von 2010 bis 2022 Gouverneur von Nagasaki.

## Leben
Nakamura, Absolvent der Universität Nagasaki, arbeitete seit seinem Abschlussjahr 1973 für die Präfekturverwaltung, zuletzt seit 2009 als Vizegouverneur unter Genjirō Kaneko. Als Kaneko 2010 nicht für eine weitere Amtszeit kandidierte, bewarb sich Nakamura bei der Wahl am 21. Februar 2010 um dessen Nachfolge. Bei einer Wahlbeteiligung von 60 % konnte er sich gegen Tsuyoshi Hashimoto (unterstützt durch die auf nationaler Ebene regierende Demokratische Partei) und fünf weitere Kandidaten klar durchsetzen. Er trat sein Amt am 2. März 2010 an.
Bei den Gouverneurswahlen 2014 und 2018 wurde Nakamura mit expliziter oder impliziter Unterstützung beider großer Parteien, jeweils gegen den Kommunisten Toshihiko Haraguchi als einzigem Herausforderer, klar für zwei weitere Amtszeiten bestätigt. Bei der Gouverneurswahl 2022 spaltete sich die LDP Nagasaki, ein Teil unterstützte Nakamura für eine vierte Amtszeit, ein Teil unterstützte die Kandidatur des über 30 Jahre jüngeren Arztes Kengo Ōishi; Nakamura unterlag knapp.